# Elvis Ljajić
Elvis Ljajić (Sjenica, 20. svibnja 1983.) je bosanskohercegovački književnik i kritičar.

## Biografija
Elvis Ljajić rođen je 20. svibnja 1983. godine u Sjenici. Osnovnu školu i Srednju medicinsku školu završio je u Zenici. Magistrirao je na Filozofskom fakultetu Sveučilišta u Sarajevu, studij komparativne književnosti i bibliotekarstva. 
Jedan je od osnivača i urednika online časopisa za kazališnu, književnu i filmsku kritiku Kritika. Bio je suradnik časopisa za književnost i kulturu Život, objavljivao je u Sarajevskim sveskama, Oslobođenju, biltenima kazališnih igara u Jajcu, Festivala bosanskohercegovačke drame Zenica, te Susreta kazališta Brčko Distrikta BiH.
Bio je član stručnoga žirija jubilarnih 40. kazališnih igara u Jajcu te predsjednik žirija za izbor najboljeg teksta monodrame na 2. Festivalu monodrame "InBox".
Potpisnik je Deklaracije o zajedničkom jeziku, u kojoj se tvrdi da se u Hrvatskoj, Bosni i Hercegovini, Srbiji i Crnoj Gori govore nacionalne standardne varijante zajedničkog policentričnog standardnog jezika.
Član je redakcije online časopisa za poeziju i kratke književne forme Fragment.
S pjesnikom Goranom Vrhuncem autor je i voditelj Književnog kornera.
Član je P.E.N. Centra Bosne i Hercegovine.

## Djela
Povijesna drama "Zmaj od Bosne" nagrađena je bijenalnom Preporodovom nagradom "Alija Isaković" za najbolji dramski tekst na bosanskome jeziku za 2021. godinu.
Autor je i zbirke priča Godina kad smo odrasli objavljene uz pomoć Ministarstva kulture Županije Sarajevo 2023. godine.

## Nagrade
- 2019. WHF, treće mjesto za kratku priču, Široki Brijeg[11]
- 2021. Nagrada "Alija Isaković", Sarajevo[12]